# Parti socialiste d'Ukraine
Ne doit pas être confondu avec Parti socialiste d'Ukraine (1950).
Pour les autres articles nationaux ou selon les autres juridictions, voir Parti socialiste.
 (février 2019).
Si vous disposez d'ouvrages ou d'articles de référence ou si vous connaissez des sites web de qualité traitant du thème abordé ici, merci de compléter l'article en donnant les références utiles à sa vérifiabilité et en les liant à la section « Notes et références ».
Le Parti socialiste d'Ukraine (en ukrainien : Соціалістична партія України, Sotsialistytchna partiya Ukrayiny, abrégé en SPU) est un parti politique de centre gauche qui soutient l'opposition dirigée par Viktor Iouchtchenko et qui a longtemps été dirigé par Oleksandr Moroz. 
Accusé d'entretenir des liens avec la Russie, il est banni le 20 mars 2022 par le président Volodymyr Zelensky dans le contexte de l'invasion de l'Ukraine par la Russie.

## Histoire
Ce parti est né à l'automne 1991 du vide créé par la disparition du Parti communiste d'Ukraine entre 1991 et 1993 quand ce parti unique a été déclaré illégal. Un congrès du SPU eut lieu où ce parti se définit d'abord comme le successeur du Parti communiste mais choisit une stratégie d' « opposition adaptée » ce qui lui permit de se développer. À ce moment, le SPU avait le monopole de la gauche et son leader, Oleksandr Moroz, était jusqu'au mois d'août 1991, le chef de la majorité parlementaire au Soviet suprême de la RSS d'Ukraine. Il opta pour une redéfinition de sa plateforme politique (contre la nomenclature et le totalitarisme mais pour le « pouvoir du peuple »). Son comité organisateur comprenait : Borys Oliinyk (désormais membre du parti communiste) ; Anatolii Tolstoukhov, actuel leader du Parti national démocratique à Kiev et Raisa Bohatyrova, une ministre membre du gouvernement de l'ancien Premier ministre Valerii Pustovoitenko. 
En trois ans, le parti reconquit une influence significative (à temps pour les élections parlementaire et présidentielle de 1994). En mai 1994, Oleksandr Moroz était élu président de la 8e Verkhovna Rada et à l'élection présidentielle, il fut 3e avec 13 % des voix parmi 7 candidats. Son principal soutien venait des oblasts de Luhansk, Sumy et Khmelnystsky. Malgré son interdiction du 30 août 1991, le Parti communiste réussit à se reformer le 19 juin 1993. Cette renaissance et la création du Parti socialiste progressiste, le SPU perdit son monopole à gauche et il y eut des défections. Du coup, le parti se positionna davantage au centre et en 1996 soutint le vote de la constitution tant attendue, avec Moroz jouant un rôle-clé comme président de la Rada.
Il s'allia alors avec le Parti agrarien pour les élections parlementaires de 1998 sous le slogan « Pour la Vérité, Pour le Peuple, Pour l'Ukraine » ce qui le poussa davantage vers le réformisme, favorable aux privatisations, à la modification du code fiscal et pénal, luttant contre la corruption. Dans les dix principaux candidats, se trouvaient les leaders des partis agrarien et socialiste, respectivement Serhiy Dovhan et Moroz ; des députés du dernier parlement comme Oleksandr Tkachenko et Oleksandr Chyzh ; l'ancien ministre de l'Économie, Oleksandr Suslov ; ainsi qu'Ivan Bokyi, le directeur-adjoint de la publication Silski Visti, un quotidien ayant plus d'un demi million de lecteurs. Mais le bloc SPU/PPU n'obtint que 8,55 % des voix et 29 députés au Parlement, en obtenant le plus de voix en Ukraine centrale : Cherkasy, Poltava, Vinnytsia, Kiev et Zhytomyr.
L'élection présidentielle de 1999 changea la situation politique au sein du SPU et dans l'alliance SPU/PPU. Moroz fut candidat et n'était plus perçu comme à gauche à cause de son allié. Un des principaux slogans fut « Seul Moroz peut battre Koutchma ». Mais Tkachenko du PPU retira avant les élections son soutien à Moroz pour soutenir le communiste Petro Symonenko. Moroz, 3e, obtint seulement 11,3 % des voix parmi 13 candidats.
Mais le SPU passa de 12 500 membres en 1997 à 25 500 en octobre 1999 pour atteindre, après une chute, jusqu'à 30 000 membres. Quelques députés quittèrent le parti comme Tkachenko et Chyzh.
Il est dirigé depuis juillet 2017 par Illia Kiva, membre du groupe paramilitaire d’extrême droite Secteur droit et proche du gouvernement de Porochenko. Il est également controversé en raison de ses déclarations en faveur des exécutions extrajudiciaires.
Accusé d'entretenir des liens avec la Russie, il est banni aux côtés de 10 autres partis par le président Volodymyr Zelensky le 20 mars 2022 dans le contexte de l'invasion de l'Ukraine par la Russie.

## Dirigeants
- 1991-2012 : Oleksandr Moroz
- 2012-2014 : Petro Oustenko
- 2014-2015 : Mykola Roudkovsky
- 2015-2017 : Mykola Sadovyi
- 2017 : Serhi Kapline (uk) (contesté)
- 2017-2019 : Illia Kiva
- 2019-2022 : Serhiy Tcherednitchenko

## Résultats électoraux

### Élections présidentielles
| Année | Candidat        | Premier tour | Premier tour | Premier tour |
| Année | Candidat        | Voix         | %            | Rang         |
| ----- | --------------- | ------------ | ------------ | ------------ |
| 1994  | Oleksandr Moroz | 3 466 541    | 13,3         | 3e           |
| 1999  | Oleksandr Moroz | 2 969 896    | 11,8         | 3e           |
| 2004  | Oleksandr Moroz | 1 632 098    | 5,8          | 3e           |
| 2010  | Oleksandr Moroz | 95 169       | 0,4          | 11e          |
| 2014  | Olha Bogomolets | 345 384      | 1,9          | 8e           |
| 2019  | Illia Kiva      | 5 869        | 0,03         | 30e          |

### Élections législatives
| Année | Voix                                                     | %                                                        | Sièges   | Gouvernement                                |
| ----- | -------------------------------------------------------- | -------------------------------------------------------- | -------- | ------------------------------------------- |
| 1994  | 895 830                                                  | 3,3                                                      | 14 / 450 | Soutien sans participation                  |
| 1998  | au sein de Pour la vérité, pour le peuple pour l'Ukraine | au sein de Pour la vérité, pour le peuple pour l'Ukraine | 17 / 450 | Opposition                                  |
| 2002  | 1 780 642                                                | 7,1                                                      | 22 / 450 | Opposition (2002-2005), Tymochenko I (2005) |
| 2006  | 1 444 224                                                | 5,7                                                      | 33 / 450 | Ianoukovytch II                             |
| 2007  | 668 234                                                  | 2,9                                                      | 0 / 450  | Opposition                                  |
| 2012  | 93 081                                                   | 0,5                                                      | 0 / 450  | Opposition                                  |

## Identité visuelle

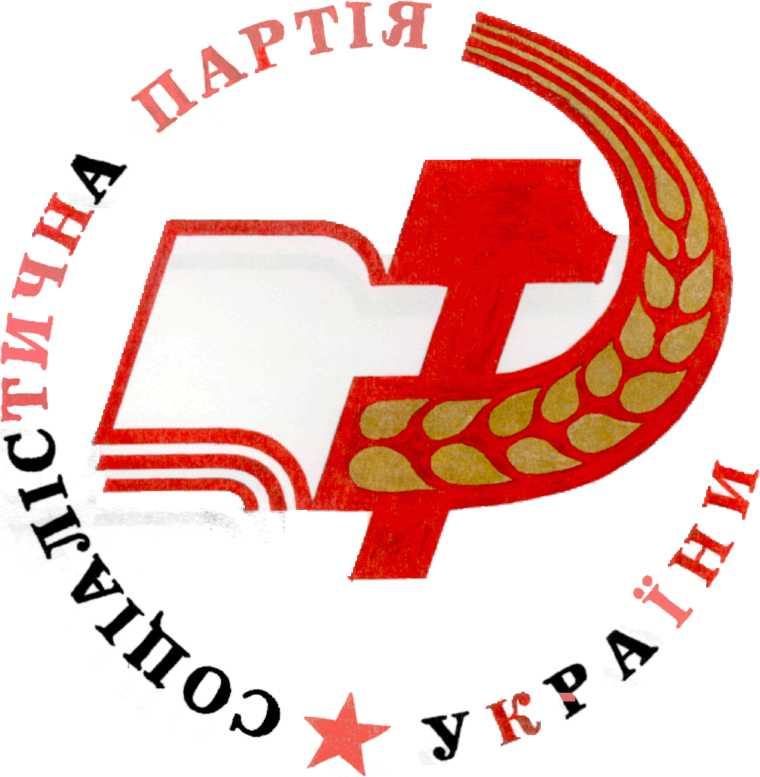
Premier logo du parti.
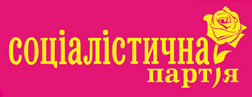
Deuxième logo du parti (jusqu'en 2018).
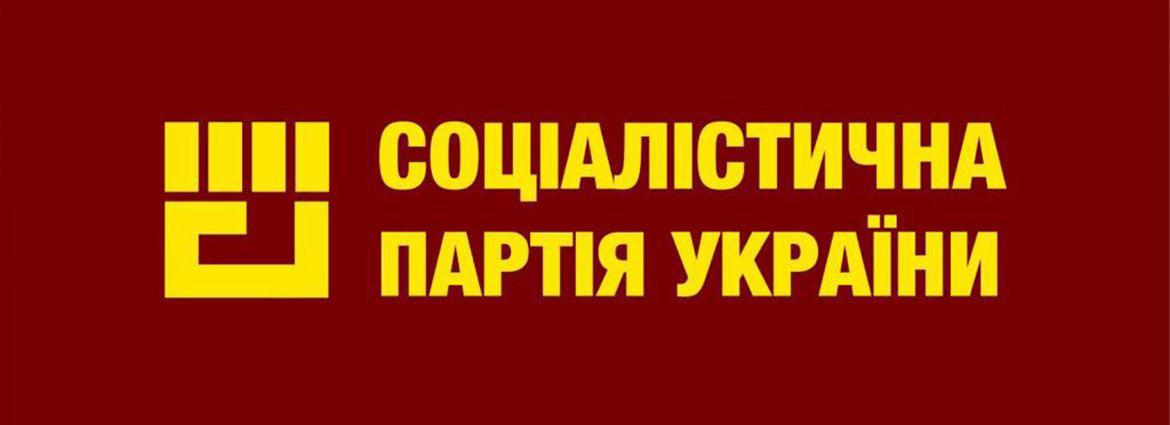
Logo depuis 2018.

## Liens internationaux
Le parti n'est pas membre du Parti socialiste européen, ni même associé. En revanche il est membre consultatif de l'Internationale socialiste comme le Parti social-démocrate d'Ukraine (unifié).